# مطار هونيارا الدولي
مطار هونيارا الدولي (بالإنجليزية: Honiara International Airport)‏ (إياتا: HIR، إيكاو: AGGH) هو مطار دولي يخدم جزيرة جوادالكانال في دولة جزر سليمان.المطار هو المطار الدولي الوحيد في جزر سليمان، ويبعد 8 كيلومتر (5 ميل) عن العاصمة هونيارا.

## خطوط وشركات الطيران

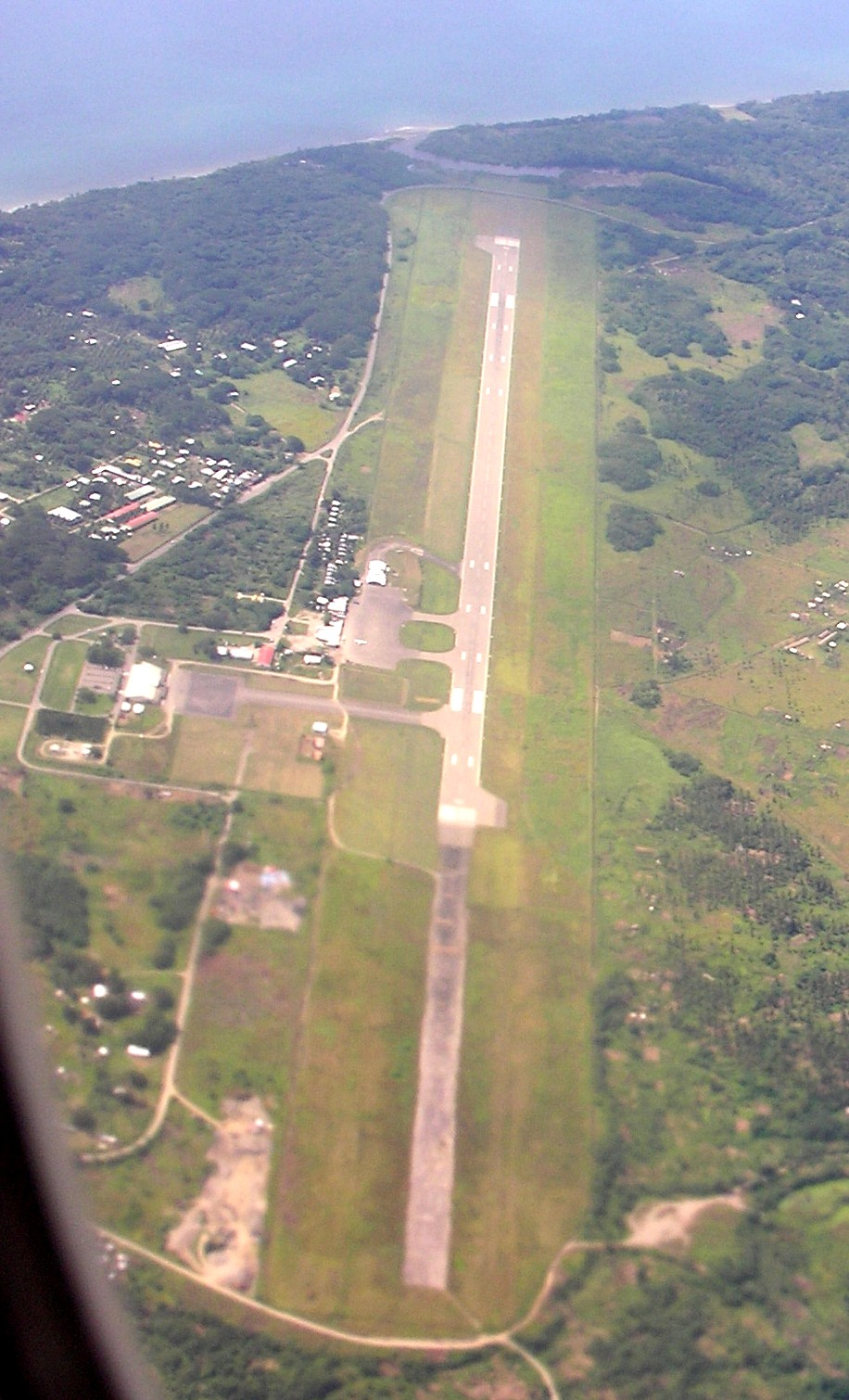
مدرج مطار هندرسون (مطار هونيارا الدولي حاليًا)

الخطوط الجوية العاملة في مطار هونيارا الدولي:
| شركـات طيـران     | الوجهات |
| ----------------- | --- |
| Air Niugini       | مطار نادي الدولي، مطار جاكسونز الدولي |
| خطوط فيجي الجوية  | مطار نادي الدولي |
| خطوط ناورو الجوية | مطار بريزبان، مطار ناورو الدولي |
| كانتاس لانك       | مطار بريزبان (تبدأ في 29 أكتوبر 2023) |
| Solomon Airlines  | Afutara، Arona، Atoifi، مطار أوكلاند الدولي، Auki، Bellona، مطار بريزبان، Fera، Gizo، Kagau، Kirakira، Marau، مطار نادي الدولي، Port Vila ‏، Ramata، Seghe، Suavanao، مطار بونريكي الدولي |